# Капела Сасети
Капела „Сасети“ (на италиански: Cappella Sassetti) е семейна капела (параклис), последната в десния трансепт на църквата „Санта Тринита“ във Флоренция, Италия.
Тя е известна най-вече с фреските със сцени от живота на Свети Франциск от Асизи, изпълнени през 1482 – 1485 г. от флорентинския художник Доменико Гирландайо. Началото на декорацията на капелата започва на 17 юни 1483 г. и приключва по-малко от две години по-късно. Тя често е описвана като „едно от съкровищата на архитектурата, живописта и скулптурата на Ренесанса“.

## История
Франческо Сасети (1421 – 1490), богат банкер и приятел на семейство Медичи, както и управител на Банката на Медичи, е просветен флорентински гражданин със склонност към меценатството. Желаейки да остави името си в историята, той решава да построи семейна капела. Първоначално Сасети предлага да украси със сцени от живота на свети Франциск от Асизи – своя небесен покровител, голямата капела на хора в църквата „Санта Мария Новела“. Но стопаните на църквата, монасите-доминиканци, се отнасят подозрително към францисканците и техния патрон, и не приемат предложения от Франческо сюжет за стенописи. Тогава Сасети спира избора си върху църквата „Санта Тринита“ и придобива през 1479 г. малката и тясна, но висока капела за хора вляво от главния олтар. „Санта Тринита“ има и преимуществото, че се намира близо до Палацо Сасети и банкерската му кантора.
Изборът на Сасети за художник пада върху най-популярния живописец във Флоренция по това време – Доменико Гирландайо, който току-що се е завърнал от Рим и вече е получил официална поръчка от Синьорията. Договорът за изписването на капелата е подписан 25 декември 1480 г., като самото изписване се извършва между 1482 и 1485 г. В централния олтар на капелата Гирландайо рисува картината „Поклонението на пастирите“, върху която е означена с латински букви годината 1485.
Капелата е реставрирана през 2004 г.

## Архитектура
Капелата е с размери 5,23 х 3,72 m., а височината и е около 20 m. Тя е с островърхи арки и кръстат свод, в типично Готически стил, както и цялата църква „Санта Тринита“, с последващи ренесансови допълнения, които обаче се сливат много добре с по-старата архитектура.
В двете странични стени, над цокъла в близост до олтара, са саркофазите на дарителите Франческо Сасети и съпругата му Нера Корси, под каменни арки, украсени с барелефи и позлата, изработени от Джулиано да Сангало.
Върху олтарната стена, от двете страни на олтара, са изобразени портретите на Нера Корси отляво и на Франческо Сасети отдясно. Те са изобразени коленичили, отправили своите молитви към централния олтар с картината „Поклонението на пастирите“, също дело на Доменико Гирландайо.

## Външни фрески
На външната стена на капелата са изобразени Видението на император Август и Статуя на триумфиращия Давид.

### Видението на император Август
На външната стена на капелата, в люнета над входната арка с герба на Сасети, е изобразена сцената с видението на император Октавиан Август на Капитолийския хълм на Рим, и Тибуртинската сибила, която изтълкувала това видение като знак на пришествието (раждането) на нов бог, т.е. на Исус Христос.

### Нарисувана статуя на Давид
Вляво от сцената с видението е нарисувана статуя на Давид върху стълб с коринтски капител. Библейският герой е въоръжен с меч и с прашка, и в лявата си ръка държи щит с герба на Сасети. В нозете му е отрязаната глава на Голиат.
Тези две фрески са по лошо запазени в сравнение с фреските вътре в параклиса, защото са били замазани с вар през ХVІІІ век и са преоткрити и почистени отново едва през 1895 г.

## Вътрешни фрески
Стенописите вътре капелата изобразяват 4 сибили на свода и 6 сцени от живота на Свети Франциск по вътрешните стени на капелата. Джорджо Вазари ги характеризира в своите „Животоописания“, като „...нарисувани прекрасно и изпълнени изящно, чисто и с любов...“

### Отказ от земни блага
Тази сцена се намира в горната част на северната (лявата) стена и изобразява младия св. Франциск, който след като се отказва от всички земни блага, от бащиния си дом и наследство и от цялото си имущество, захвърля публично и своите дрехи, за да се отдаде изцяло в служба на Небесния си отец и на Църквата. Той е коленичил пред епископа на Перуджа, който поставил ръце на раменете му в знак на закрила. Вляво е изобразен разгневеният баща на младежа – Пиетро Бернардоне с бич в ръка, който докрай се противопоставя на намеренията на сина си, а намиращият се зад него човек с черна шапка го удържа от саморазправа. В дъното на сцената е изобразен северноевропейски град край езеро или река, който според някои се идентифицира с Женева, Авиньон или Лион, в които градове Сасети е служил като управител на Медичите. Второстепенните фигури вероятно са изпълнени от братята и помощниците на Доменико Гирландайо.

### Утвърждаване на устава на Францисканския орден
Тази сцена, разположена в горната част на централната стена, изобразява папа Хонорий III който на 29 ноември 1223 г. с булата Solet annuere утвърждава официално устава на Францисканския орден в катедралата „Сан Джовани ин Латерано“ в Рим. Папата благославя коленичилия пред него Свети Франциск и му връчва документа за конфирмацията. В заден план обаче е изобразен пейзаж не от Рим, а от Флоренция; различават се Пиаца дела Синьория, Палацо Векио и Лоджия дей Ланци, която по това време не е украсена със статуи. Изборът на града е алюзия за силата и статута на Флоренция по това време, в хуманистичните среди той е смятан за новия Йерусалим.
Първоначалният картон на сцената, който се съхранява в Берлин, показва, че първоначално Гирландайо е замислил сюжет с по-традиционна иконография, следващ тази на стенописите на Джото в „Санта Кроче“ и без портретите на флорентинските му съграждани. По-късно той го модифицира, като разделя изобразителното пространство в три равнини: по стълбите, в катедралата и в заден план, които изпълва с множество фигури на свои съвременници.
В долния десен ъгъл е изобразена група, включваща (отляво надясно) Антонио Пучи, Лоренцо Медичи, възложителя Франческо Сасети и най-малкия му син Федерико. Симетрично в левия долен ъгъл са изобразени останалите трима синове на Сасети: Теодоро, Галеацо и Козимо. По стълбите от подземието вървят един зад друг три момчета – синовете на Лоренцо Медичи, Джулиано, Пиеро и Джовани (бъдещият папа Лъв Х), водени от своя възпитател Анджело Полициано, а след тях се качват по стълбите и учителите Матео Франко и Луиджи Пулчи.

### Изпитание с огън
В горната част на южната (дясна) стена, е изобразен Свети Франциск който по времето на Петия кръстоносен поход (1218 – 1221 г.) пристига през 1219 г. в лагера на кръстоносците по време на обсадата на Дамиета, промъква се в лагера на мамелюците, където едва не го убиват, и смело проповядва християнското учение пред египетския султан Ал Камил.
Свети Франциск прави кръстен знак преди да застане над огъня, за да докаже своята правота и святост и на свой ред да отправи предизвикателство към съветниците на султана.
Фреската е доста сходна с тази на Джото в „Санта Кроче“, с образа на султана в средата, неговите съветници отляво и Свети Франциск със своите братя монаси отдясно.
Нововъведение на Гирландайо е фигурата в преден план, изобразена с гръб към зрителя. Това е една от най-добре изпълнените сцени от цикъла.

### Чудото със стигматите
В долната част на лявата стена е представено чудото със стигматите. Свети Франциск е коленичил с разтворени ръце в очакване за да получи божествения знак на раните от разпнатия Христос, носен сред ореол от серафими.
Чудото се случва на върха Ла Верна, чиято крепост е точно възпроизведена в центъра на сцената в заден план. В дясно е изобразен укрепен град на брега на езеро, пресъздаващ Средновековна Пиза с нейната катедрала и наклонена кула.
Сцената е изпълнена отлично, дори и в най-трудните и части, като лицата, ръцете на светеца и драпериите на дрехите, което издава сигурната ръка на Доменико Гирландайо.

### Чудото с възкръсналото дете
Сцената описва посмъртното чудо на възкресението на дете от Свети Франциск, което е свързано със семейство Сасети и поради тази причина е разположена над олтара, в централната долна част на капелата. Тя е изрисувана в памет на починалия първороден син на съпрузите Сасети – Теодоро и раждането на друго тяхно дете, кръстено със същото име. Сцената изобразява възкресението на едно момче, починало при падане от Палацо Спини Ферони – дворец на площада пред църквата „Санта Тринита“.
Възкръсналото момче е изобразено в средата на композицията, седнало върху легло, покрито с ориенталска покривка. Свети Франциск се появява като привидение и го благославя от небето. От двете страни са изобразени множество фигури от тогавашна Флоренция. Петте жени в лявата част вероятно са дъщерите на Франческо Сасети, а от дясно са техните съпрузи или годеници. Последният човек най-вдясно е самият Доменико Гирландайо, а до него в профил е изобразен зет му Себастиано Майнарди.
В задния план на сцената са изобразени важни части от флорентинската архитектура от края на ХV век – църквата „Санта Тринита“ със старата и римска фасада, Палацо „Спини Ферони“, Палацо „Джанфиляци“, Палацо „Минербети“ и мостът „Санта Тринита“.

### Погребението на Свети Франциск
Последната сцена от цикъла е ситуирана в долната част на дясната стена на параклиса и е изпълнена за 28 дни. Тя изобразява починалия светец, положен върху посмъртно ложе в средата на голяма ренесансова църква, заобиколен от множество фигури. Те са разположени на фона на внушителна класическа архитектура, скупчени около тялото на Свети Франциск. Някои от свещениците изричат молитви, три млади духовници държат кръст и две свещи, докато монасите от ордена са коленичили около тялото на светеца и дават израз на своята скръб.
Трите фигури в дясната част на сцената изобразяващи баща със сина и племенника, вероятно са свързани към семейство Сасети. В най-дясната част на сцената са изобразени Анджело Полициано и Бартоломео Фонци

### Четирите сибили
Върху свода на капелата, на фона на синьо небе, между ребрата, декорирани като гирлянди от цветя и плодове, са изобразени образите на четири сибили – прорицателки. Всяка от тях е изобразена седнала на престол от облаци, сред светъл ореол, който излъчва златни лъчи. Те държат свитъци с пророчества на латински език, които са описани от Вергилий.
Първата сибила над входа е сибила Кумана, другите са Еритрея и Агрипа, а четвъртата, без надписан орнамент, макар и несигурно, се идентифицира като Кимерия.
Според изследователите на творчеството на Доменико Гирландайо само лицата на сибилите са рисувани от Гирландайо, докато останалата част от изображенията най-вероятно са изпълнени от неговите братя или помощници.

## Олтарна картина
Олтарната картина Поклонението на пастирите също е работа на Доменико Гирландайо. Картината е изпълнена с темпера върху дървена дъска, с размери 167 Х 167 см. и нарисувана през 1485 г. върху дърво, като на нея е изобразена Дева Мария с младенеца Исус, който лежи на дрехата ѝ, в сянката на древен римски саркофаг, който служи като ясли за вола и магарето. Зад саркофага е изобразен Йосиф, който гледа приближаващото шествие, а вдясно от него са тримата овчари, първият от които – този, който сочи с ръка към детето, е автопортрет на самия Гирландайо. Картината е нарисувана с голям реализъм и в нея се долавя безспорното влияние на Триптих „Портинари“ на фламандския художник Хюго ван дер Гус, нарисуван през 1475 г.